# Anigrus angolensis
Anigrus angolensis är en insektsart som först beskrevs av Synave 1961.  Anigrus angolensis ingår i släktet Anigrus och familjen Meenoplidae. Inga underarter finns listade i Catalogue of Life.